# Купер, Фина
Дама Фина Купер (англ. Whina Cooper), имя при рождении — Hōhepine Te Wake; 9 декабря 1895, Те Карака, Хокианга — 26 марта 1994, Пангуру) — новозеландская активистка, влиятельная старейшина-маори, занимавшаяся борьбой за права своего народа, в особенности женщин. Деятельность Фины Купер была отмечена высшей государственной наградой Новой Зеландии и орденом Британской империи. Маори называют Фину «Те фареа о те моту» (мать нации), её упоминают среди величайших жителей Новой Зеландии.

## Биография
Хохепине (маори Hōhepine, вариант имени Джозефина на языке маори) Те Ваке родилась 9 ноября 1895 года в семье вождя маори и католического катехизатора Херемии Те Ваке, принадлежащего к иви Те Рарава. Населённый пункт Те Карака, где родилась Фина Купер, расположен близ город Гисборн. Мать Хохепине, Каре Пауро Каватихи (маори Kare Pauro Kawatihi), была второй женой Херемии. Новорождённую приняли за мальчика и крестили под именем Хохепа (маори Hōhepa), Джозеф, позже имя поменяли на Хохепине (маори Hōhepine), Джозефина. Отец дал Фине начальное образование, а также с ранних лет готовил её к тому, что она (а не один из сыновей) станет его преемницей, что вызывало недовольство родственников. С семилетнего возраста Фина посещала школу в деревне Факарапа, а затем отправилась в Нейпир, где расположен Женский колледж маори Святого Иосифа. По возвращении в 1911 году она отвергла предложение отца вступить в брак по договорённости с овдовевшим вождём Туреити Те Хеухеу Тукино V и устроилась работать в магазин. Спустя недолгое время она поменяла несколько работ, в итоге вернувшись на первое место.

### Начало политической карьеры
Первая политическая акция Хохепине состоялась в 1914 году: она возглавила группу маори, которые препятствовали осушению болотистого эстуария, где белый фермер Боб Холланд (англ. Bob Holland)) хотел выпасать свой скот (маори исторически собирали на этом болоте морепродукты). Боб получил землю во временное пользование по санкции Морского департамента, но благодаря вмешательству маори-членов парламента договор аренды с ним был расторгнут.
10 мая 1917 года Хохепине тайно вышла замуж за Ричарда Гилберта (англ. Richard Gilbert), землемера из племени Нгативаи, о бракосочетании знали только родители невесты и брат жениха. Семья неодобрительно отнеслась к тому, что Фина не известила их о своих намерениях, и в 1918 году, когда оба родителя умерли от эпидемии гриппа, старшие братья выселили её вместе с мужем и новорождённой дочерью Карлой Те Мореху. Кроме одежды, молодожёнам позволили взять только одну свинью. Фина и Ричард возвели традиционный шалаш из пальмы никау, где в 1919 году родился их второй ребёнок — Герард. Ричард устроился на деревообрабатывающее предприятие, а Хохепине вскапывала старую плантацию каури в поисках дорогого янтаря.
В 1920 году Чарльз Креймборг, священник, венчавший Хохепине, унаследовал крупную сумму денег, а затем одолжил её Фине и Ричарду, чтобы те выкупили имение отца вместе с землёй и магазином у братьев. Хохепине взялась за торговлю и сумела в течение трёх лет выплатить долг, открыть ещё два магазина в соседних поселениях, обновить магазин, построить склад и почтовое отделение. В 1923 году она переименовала Факапапу в Пангуру (на юге располагался ещё один населённый пункт под названием Факапапа). Несколько лет спустя семья Хохепине приобрела вторую ферму.

### Усиление влияния
Помимо бизнеса, Гилберт занималась общественной деятельностью в церкви и среди маори. Недовольная тем, что женщины по традиции не должны говорить в мараэ, она построила собственный зал собраний. Кроме этого, она открыла в деревне больницу, школу и женский монастырь. Фина превратилась во влиятельную фигуру для маори, и когда политик Апирана Нгата решил организовать в 1932 году собрание вождей маори с целью ознакомления их с новыми законодательными актами, расширявшими автономию народа в землепользовании, он пригласил также и Хохепине. Она вдохновилась предложенными схемами распределения земли и финансирования и приняла активное участие в развитии района Хокианга, к которому принадлежала и её деревня Пангуру.
Благодаря упорному труду Фины состояние района быстро улучшалось, а сама она подружилась со старшим управляющим региона Те Таи Токерау, Уильямом Туракиутой Купером, у них начался роман. В 1935 году Хохепине забеременела от Уильяма, во время её беременности Ричард Гилберт умер от рака. Фина на традиционном собрании маори сообщила о своих планах как можно скорее вступить в брак с Уильямом, тогда ещё женатым, и съехаться с ним, что привело её соотечественников в ярость. Купер перешёл в католичество, и Фина перебралась к нему в Камо вместе с тремя детьми. Бракосочетание состоялось 21 февраля 1941 года, в этом браке она родила ещё четверых.
Даже вдали от родного дома Купер занималась активизмом: она помогала с организацией празднования столетия договора Вайтанги, восстановила дом собраний в Таумарере, занималась сбором денег в рамках военной инициативы маори. Через некоторое время она вернулась в Пангуру, однако уровень её поддержки упал, она не смогла организовать постройку фаренуи, а часть ферм, организованных по инициативе Нгаты, оказались убыточны. Для восстановления отношений с католической церковью Купер передала ей шесть акров земли. В 1946 году Фина приветствовала возвратившихся воинов 28-го батальона маори.

### Переезд в Окленд
В 1949 году Бил Купер скоропостижно скончался от сердечного приступа, и Хохепине решает переехать из сельской местности в город (в то время началась активная миграция маори в города). В 1951 году Купер поселилась в оклендском районе Грей-Линн. В том же году Фину избрали президентом-основательницей лиги «Благосостояние женщин-маори». Первой её инициативой стала организация осмотра жилья, в котором проживали маори Окленда, и оказалось, что многие из домов находятся в антисанитарных условиях. Городской совет Окленда и Отдел по делам маори снесли трущобы и увеличили квоты на получение социального жилья для маори. В 1953 году Хохепине стала кавалером ордена Британской империи за заслуги перед народом маори.
К 1956 году Лига, которая была первой национальной организацией в стране, имела более 300 отделений и более 4000 членов. В следующем году Фина ушла с поста президента под давлением коллег и продолжила активистскую деятельность. Она собрала средства для постройки городского мараэ в Окленде, а также католического центра Te Unga Waka, организовала образовательный фестиваль по случаю 128-летия подписания договора Вайтанги. Однако здоровье её ухудшалось, и в 1974 году, став командором ордена Британской империи, Фина сообщила, что закончила с общественными инициативами.
Однако в 1975 году лидеры протеста против отторжения земли у маори пригласили её возглавить движение, и она предложила организовать марш с самого севера Северного острова (Те-Хапуа) до Веллингтона, где заседает парламент страны. 80-летняя Хохепине возглавила пятитысячную колонну протестующих, прошла более 1000 километров, останавливаясь по дороге в мараэ для проведения дискуссий о реформе, и принесла с собой петицию с 60 000 подписей, включая премьер-министра Билла Роулинга. Многие новозеландцы сообщали, что пожилая Фина была самой вдохновляющей частью акции.
В 1981 году Хохепине было присвоено звание дамы-командора ордена Британской империи, а десять лет спустя — орден Новой Зеландии. Она продолжала принимать участие в празднованиях Дня Вайтанги, а в 1990 году открывала Игры Содружества. В свободное время Хохепине увлекалась хоккеем, а также занималась коучингом для игроков в рэгби и баскетбол. Она стала первой женщиной-президентом ассоциации регби (Northland Rugby Union, в Нортленде). В 1983 году Фина вернулась в Пангуру.
Умерла 26 марта 1994 года в Пангуру. Похороны посетило несколько тысяч человек, телетрансляцию смотрело более миллиона телезрителей.

## Почётные звания и награды
- В 1981 году Фина Купер была награждена орденом Британской империи степени Дама-командор за заслуги перед народом маори[8].

## Память
В 2020 году Фине Купер был установлен памятник в городе Пангуру на территории мараэ Ваипуна.
23 июня 2022 года выходит фильм «Фина», посвящённый Фине Купер. Её роль исполняют Мириама Макдауэлл и Рина Оуэн, режиссёры Джеймс Нейпир Робертсон и Паула Фету Джонс.